# Ђула Добо
Ђула Добо (мађ. Dobó Gyula) је био мађарски фудбалер и фудбалски репрезентативац. Играо је на позицијама центарфора и левог крила.

## Каријера

### Клуб
Играо је фудбал за БТЦ. У првенству мађарске са БТЦ−ом је освојио друго место и био је финалиста купа. Био је члан шампионског тима МТК-а у сезони 1921–22. У наредне две сезоне у периоду од 1923 па до 1925 играо је за ФК Зугло а у сезони 1925–26. играо је за Емполи у италијанској трећој лиги. Био је снажан нападач. Био је технички надарен и изузетно брзо десно крило. Такође је добро додавао ка голу из трчања.

### Репрезентација
У периоду 1910-1913. одиграо је 3 утакмице и постигао 2 гола за мађарску репрезентацију, дебитујући 1. маја 1910. у пријатељској утакмици у гостима у Бечу против Аустрије, постигавши изједначујући гол за 1:1 у 8. минуту у мечу који је изгубљен резултатом 2:1.

## Достигнућа, награде
- Мађарско првенство
  - Шампион: 1921/22
  - Треће место: 1908/09
- Куп Мађарске у фудбалу
  - Победник: 1909/10